# District de Nazca
Pour les articles homonymes, voir Nazca.

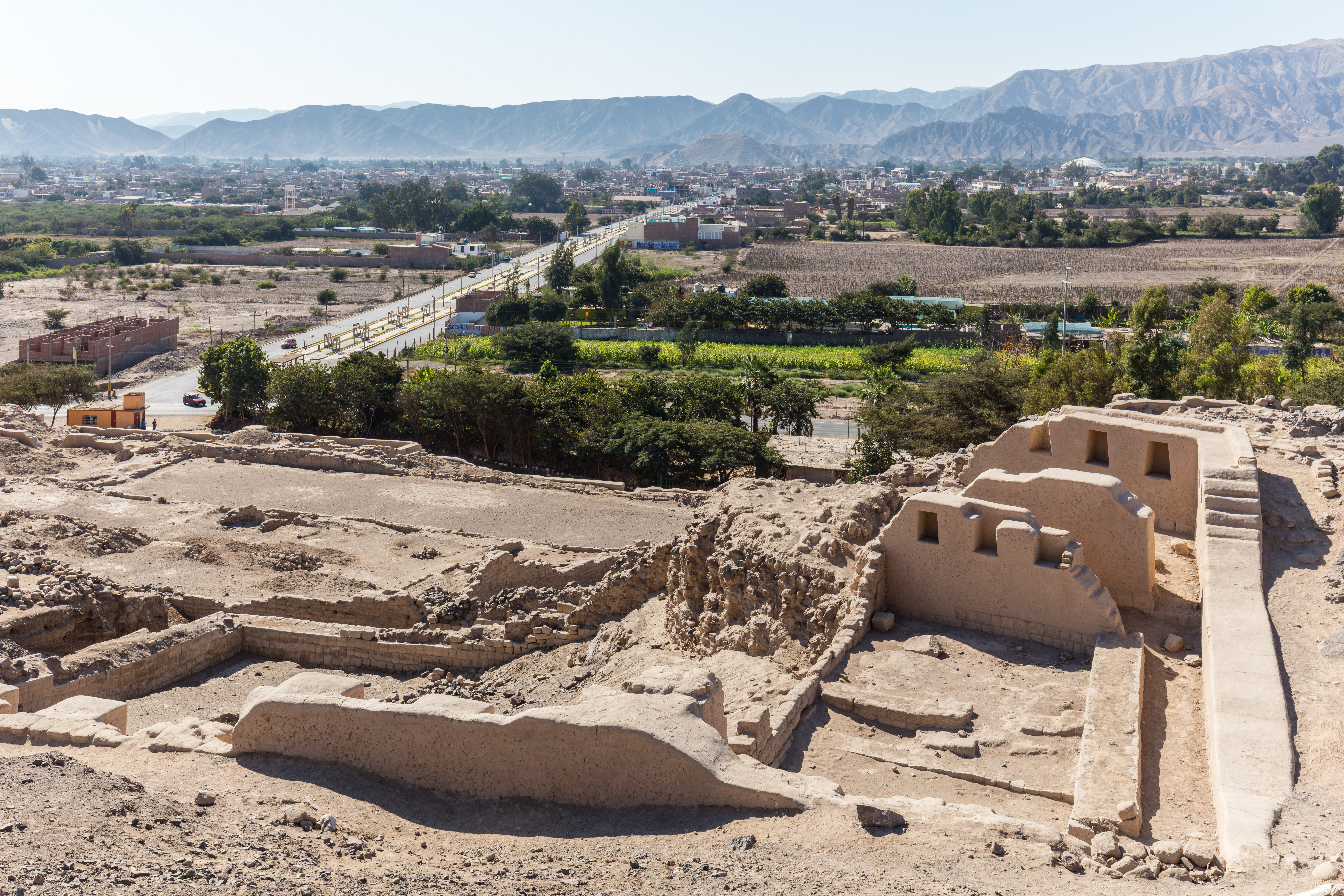
Les ruines Inca de la ville de Nazca.

Le district de Nazca (en espagnol : Distrito de Nazca) est l'un des cinq districts de la province de Nazca, au Pérou. Son chef-lieu est la ville de Nazca.

## Géographie
Le district de Nazca couvre une superficie de 1 252,25 km2.

## Population
Le district comptait 25 125 habitants en 2005.